# General Obligado megye
General Obligado egy megye Argentína középpontjától északkeletre, Santa Fe tartományban. Székhelye Reconquista.

## Népesség
A megye népessége a közelmúltban a következőképpen változott:
| Év   | Lakosság |
| ---- | -------- |
| 2001 | 165 762  |
| 2010 | 176 410  |